# إتش كرايغ حنا
إتش كرايغ حنا (بالإنجليزية: H. Craig Hanna)‏ هو رسام أمريكي، ولد في 27 يوليو 1967 في كليفلاند في الولايات المتحدة.

## وصلات خارجية
- الموقع الرسمي